# 3G (組合)
3G是香港Stareasy Workshop旗下的女子音樂組合，成員為雷凱欣（Vonnie）、梁寶琪（Crystal）及呂盈盈（Rie），在2003年出道，曾推出EP《我要造勢》，後很快解散。名稱中的G指Generation（世代），設立目標是抗衡英皇娛樂的3T。

## 唱片
- 2003年：《我要造勢》